# جرج کار (بازیکن فوتبال)
جرج کار (انگلیسی: George Carr؛ زادهٔ ۱۹ ژانویهٔ ۱۸۹۹) بازیکن فوتبال اهل بریتانیا است.
از باشگاه‌هایی که در آن بازی کرده‌است می‌توان به باشگاه فوتبال برافورد پارک آونیو، باشگاه فوتبال استوک‌پورت کانتی، باشگاه فوتبال نانیتون تاون، باشگاه فوتبال میدلزبرو، و باشگاه فوتبال لستر سیتی اشاره کرد.